# Sumiteru Taniguchi
Sumiteru Taniguchi (谷口 稜曄) est un Japonais né le 26 janvier 1929 à Fukuoka et mort le 30 août 2017  à Nagasaki, survivant du bombardement atomique de Nagasaki du 9 août 1945. La photo de lui, couché sur le ventre et ayant le dos totalement brûlé et ensanglanté, devint une photo iconique de l'horreur atomique. Il devint par la suite un militant contre les armes nucléaires et présida le conseil des survivants.

## Biographie
Sumiteru Taniguchi naît le 26 janvier 1929 à Fukuoka. Il est élevé par ses grands-parents maternels à Nagasaki car son père est envoyé comme soldat en Mandchourie et sa mère est morte lorsqu'il n'était qu'un nouveau-né. À la fin de ses études obligatoires, il devient postier. 
C'est lors d'une de ses tournées postales à bicyclette, le 9 août 1945 à 11 heures du matin, qu'il est surpris par l'explosion atomique de Fat Man. Par chance, à ce moment-là, il pédale le dos tourné au centre-ville et il se situe à 1,8 km de l'épicentre. Néanmoins, il est emporté avec son vélo par le souffle de l'explosion atomique. Il se retrouve dans des gravats, écorché à vif, la peau du dos qui a été exposée est arrachée par l'explosion. Ses très graves blessures qui le font souffrir atrocement, l'obligent à rester alité sur le ventre durant près de deux ans pour permettre à son dos de cicatriser. C'est lors de son  hospitalisation à l’hôpital de la marine à Omura, en janvier 1946, qu'il est pris en photo par le photographe des Marines Joe O'Donnell (en), le dos à vif, les yeux clos et son visage exprimant le martyre qu'il endure. Cette photo, connue aux États-Unis comme le « garçon au dos rouge » (« the boy with a red back »), deviendra emblématique des souffrances dues aux bombardements atomiques.
À partir de mai 1947, il peut de nouveau s'asseoir, mais ne peut marcher normalement que dix ans plus tard. Il rejoint alors un petit groupe de survivants qui militent en vue du désarmement nucléaire.

## Militantisme
Il milite pour le désarmement nucléaire. Il donne régulièrement des conférences, témoigne de ce qu'il a vu du bombardement atomique de Nagasaki, et présente des photos de ses blessures pour que son auditoire prenne conscience de l’horreur des armes nucléaires.
En 2006, Sumiteri Taniguchi devient président du Conseil des survivants du bombardement atomique de Nagasaki et, en 2010, coprésident de la Confédération des organisations japonaises des victimes des bombes A et H. Il intervient à ce titre à une conférence des Nations unies sur le traité de non-prolifération des armes nucléaires. En 2007, il témoigne avec d'autres hibakusha dans un documentaire diffusé sur la chaîne américaine HBO.
Il s'oppose à la volonté du premier ministre japonais Shinzo Abe de revenir sur la doctrine militaire du Japon qui interdit jusqu'ici aux forces d'autodéfense d'intervenir à l'extérieur du pays.